# The Spectator (1711)
Spectator foi um jornal inglês, que começou a circular em 1 de março de 1711, editado por Joseph Addison. Addison lançou o jornal dois meses depois que Tatler, jornal em que ele era um dos colaborares, havia terminado. Spectator foi bastante admirado e teve grande popularidade, chegando a vender vinte mil exemplares por dia. O jornal terminou em 6 de setembro de 1712. Após o fim deste jornal, Addison fundou The Guardian.